# UN-Klimakonferenz in Buenos Aires 1998
Die UN-Klimakonferenz in Buenos Aires (englisch United Nations Framework Convention on Climate Change (UNCCC), kurz COP 4 (Conference of the Parties, „Vertragsstaatenkonferenz“)) fand als vierte Weltklimakonferenz vom 2. bis zum 13. November 1998 in der argentinischen Hauptstadt Buenos Aires statt.

## Ergebnisse
Vertreter aus 163 Nationen diskutierten zwei Wochen lang über Möglichkeiten zur Verringerung der Treibhausgas-Emissionen als Maßnahme gegen die globale Erwärmung gemäß den Vorgaben des Kyoto-Protokolls: Bis zum Beginn der Konferenz hatten dieses 60 Staaten unterzeichnet.
Ziel der Konferenz waren außerdem konkrete Vereinbarungen zur Umsetzung der in Kyoto gemachten Zusagen. Dazu zählten auch der Mechanismus für umweltverträgliche Entwicklung und der Handel mit Emissionszertifikaten. Die geplanten Absprachen zur Ausweitungen der finanziellen Unterstützungen und der Entwicklung und des Transfers neuer Technologien von den Industriestaaten zu den Entwicklungs- und Schwellenländer wurden zuletzt nicht erreicht. Die Konferenzteilnehmer verabredeten aber einen Arbeitsplan, den Buenos Aires-Aktionsplan, für die Folgekonferenzen.

## Kritik
Umweltaktivisten demonstrierten in Buenos Aires gegen einen Handel mit Emissionszertifikaten, weil dieser eine Verringerung der Schadstoffemissionen verhindere. Ritt Bjerregaard, die dänische EU-Umweltkommissarin, äußerte Zweifel am System des unkontrollierten Handels mit Emissionszertifikaten und befürwortete stattdessen Emissionsobergrenzen und eine Regulierung des Handels. Stuart E. Eizenstat, Unterstaatssekretär im US-Außenministerium, sprach sich auf der Konferenz für einen weiterhin freien Handel mit Emissionszertifikaten aus.